# Пяткин, Кирилл Дмитриевич
Кирилл Дмитриевич Пяткин (22 февраля 1905, Козловский уезд, Тамбовская губерния — 1993, Симферополь) — советский учёный-микробиолог, доктор медицинских наук, профессор, заведующий кафедрой микробиологии Крымского медицинского института, лауреат Государственной премии УССР в области науки и техники (1983).

## Биография
Родился 22 февраля 1905 года в селе Первая Любовка Волчковской волости Козловского уезда Тамбовской губернии.
В 1932 году окончил медицинский факультет Донского университета, после чего работал врачом-биологом в Курском санитарно-бактериологическом институте (1932—1933), ассистентом кафедры микробиологии Сталинградского медицинского института (1938—1941).
Во время Великой Отечественной войны был майором медицинской службы на передовой линии фронта, где написал более двадцати научных работ по диагностике и профилактике заразных болезней и трудился над докторской диссертацией, которую успешно защитил в 1944 году. Четкая санитарная служба, созданная под его руководством, спасла от инфекционных заболеваний не одну тысячу солдат и офицеров Советской Армии. Награждён медалями «За оборону Сталинграда», «За боевые заслуги», «За победу над Германией».
С 1945 по 1980 год возглавлял кафедру микробиологии Крымского медицинского института в Симферополе. В 1980—1985 годах — научный консультант кафедры, декан педиатрического факультета того же института. Умер 2 апреля 1993 году.

## Научная деятельность
Автор более 120 научных трудов, среди них монографии:
- «Дифтерия»;
- «Генетика в микробиологии и цитологии»[3].

## Награды и звания
- Государственная премия УССР в области науки и техники (1983);
- нагрудный знак «Отличник здравоохранения» (1948);
- орден Отечественной войны II степени;
- медали «За оборону Сталинграда», «За боевые заслуги» (1943), «За победу над Германией в Великой Отечественной войне 1941—1945 гг.»[1]

## Память
В 2005 году на фасаде главного корпуса Крымского государственного медицинского университета имени С. И. Георгиевского Кириллу Пяткину установили мемориальную доску.